# Cunchas

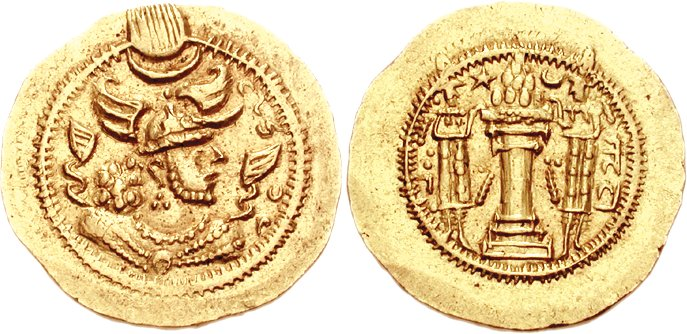
Dinar de ouro de Perozes I r.

Cunchas (em grego: Κούγχας; romaniz.: Koúnchas) foi um rei quidarita do século V, que ascendera ao trono, segundo o historiador bizantino Prisco de Pânio, em sucessão a seu pai de nome desconhecido; René Grousset coloca Cunchas como filho do rei epônimo dos quidaritas, Quidara. Na década de 460, a guerra irrompeu entre o Reino Quidarita e o Império Sassânida do xá Perozes I (r. 459–484) devido a sua recusa, e de seu pai antes dele, em pagar tributos aos persas. Perozes preparou-se para o combate, mas estava financeiramente debilitado, o que levou-o a enviar emissário ao Império Bizantino solicitando ajuda financeira, o que foi recusado.
Na tentativa de acabar a guerra, Perozes ofereceu a mão de sua irmã em casamento a Cunchas, mas enviou-lhe uma mulher de estatuto inferior. Enfurecido, Cunchas solicitou o envio de 300 militares sassânidas para os quidaritas sob alegação de pretender melhorar as táticas de batalha de seu povo, o que o xá atendeu. Contudo, ao chegarem, matou muitos e os sobreviventes foram devolvidos mutilados junto duma carta na qual alegava-se ter sido feita vingança. A guerra recomeçou e em 467 os sassânidas conquistaram a capital quidarita de Balaam.
É incerto se "Cunchas" seja realmente seu nome ou meramente uma adaptação grega dum título. X. Tremblay sugeriu que presumivelmente é um título e significaria "cã dos hunos". Daniel T. Potts, por sua vez, também afirma que seria uma helenização do título qūn qan ("cã dos qūn", uma possível designação genérica para os hunos brancos ou o nome duma seção ou clã desse povo historicamente conhecida primeiro). Além disso, Potts põe em dúvida a leitura supracitada do relato de Prisco, afirmando que os eventos descritos teriam ocorrido em decorrência do assassinato de Cunchas por Perozes e que, na verdade, a irmã do xá foi oferecida a seu filho de nome desconhecido.